# 銀行橋

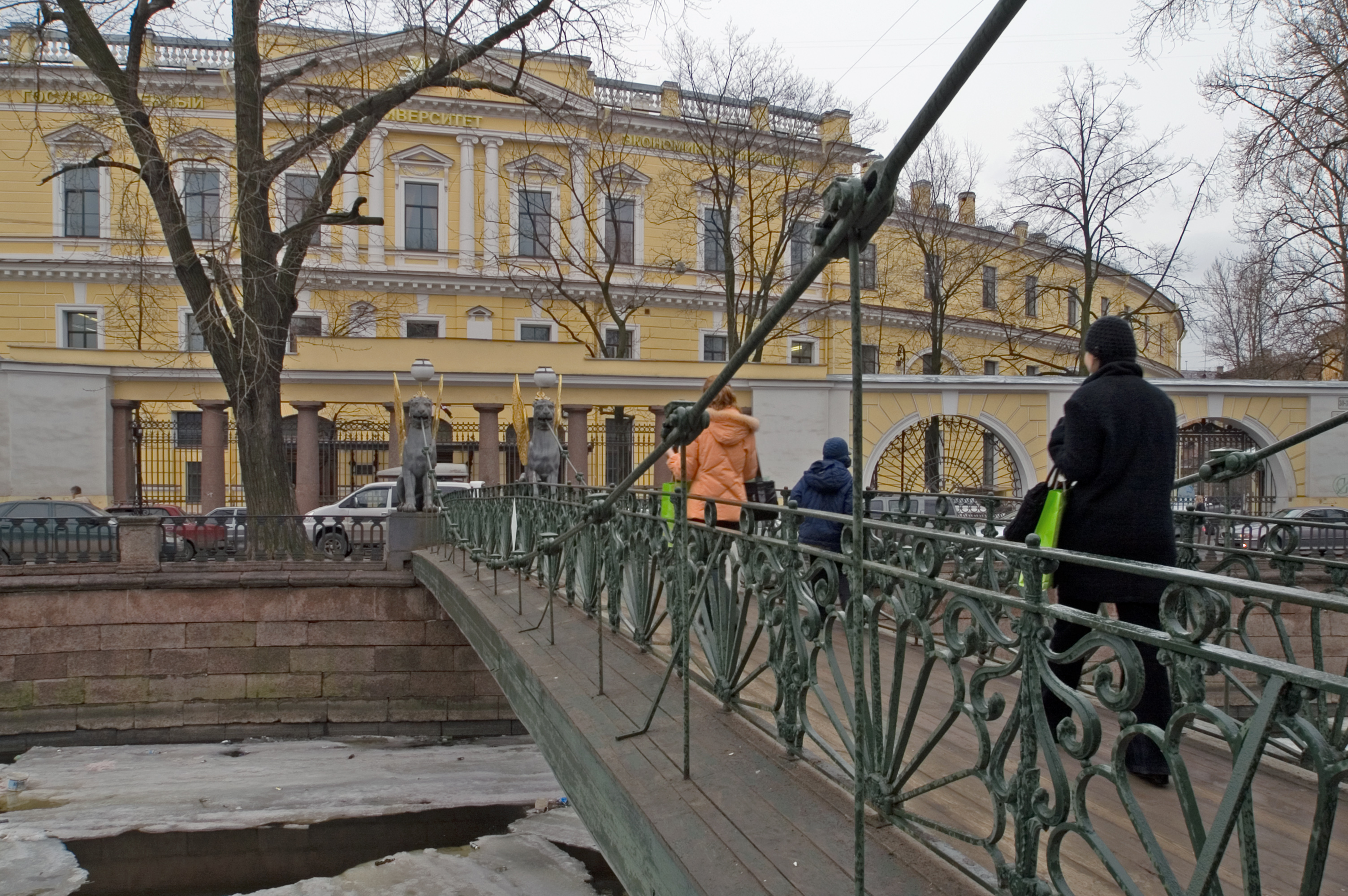
銀行橋。後方はサンクトペテルブルク財政・経済学大学

銀行橋（ぎんこうばし、ロシア語: Банковский мост、英語: Bank Bridge）はロシアのサンクトペテルブルクの町中を流れるグリボエードフ運河にかかる橋の一つで、歩行者用の橋である。カザン聖堂がある所のカザンスキー橋からすぐ下流（南側）にあり、現在はサンクトペテルブルク財政・経済学大学の前の両岸を結んでいる。  名称はこの大学の建物が以前ロシアの兌換紙幣を発行した銀行（Assignation Bank）であり、その後サンクトペテルブルクの造幣局にもなった歴史を反映している。 
この歩道橋は1826年に建設され、全長25mで、橋の両側にはそれぞれ2頭のグリフォンが飾られている。もともとは木製であったが、後に金属製にするなど数々の改修を経ている。

## 参照項目
- グリボエードフ運河
- サンクトペテルブルク財政・経済学大学